# 산이그나시오 (칠레)
산이그나시오(스페인어: San Ignacio)는 칠레 비오비오주 뉴블레 현의 코무나이다.